# Compus prismatic de antiprisme cu libertate de rotație
În geometrie un compus prismatic de antiprisme cu libertate de rotație este o categorie a compușilor poliedrici uniformi. Fiecare membru al acestei familii infinite de compuși poliedrici uniformi este un aranjament simetric de antiprisme care au o axă comună de simetrie de rotație. El apare din suprapunerea a două copii ale compusului prismatic de antiprisme corespunzător (fără libertate de rotație) și rotirea fiecărei copii cu un unghi egal și opus.
Această familie infinită poate fi enumerată astfel:
Pentru fiecare număr întreg pozitiv n > 0 și pentru fiecare număr rațional p/q > 3/2 (cu p și q coprime), apare compusul de antiprisme 2n p/q-gonale (cu libertate de rotație), cu grupul de simetrie:
- Dnpd dacă nq este impar,
- Dnph dacă nq este par.

unde pentru p/q = 2 componentele sunt tetraedre, uneori nu sunt considerate antiprisme.
Au indexul de compus poliedric uniform UC22 pentru q impar și UC24 pentru q par.